# سورایا خیمنز
سورایا خیمنز (اسپانیایی: Soraya Jiménez‎؛ ۵ اوت ۱۹۷۷ – ۲۸ مارس ۲۰۱۳) وزنه‌بردار اهل مکزیک بود.
وی در مسابقات کشوری و بین‌المللی در مجموع برندهٔ ۱ مدال طلا، ۱ مدال نقره شده‌است.